# グランドハイアット東京
グランドハイアット東京（グランドハイアットとうきょう、英語: Grand Hyatt Tokyo）は、東京都港区六本木の六本木ヒルズ内にある高級ホテル。アメリカのハイアットホテルアンドリゾーツの1つである。運営は、株式会社森ビルホスピタリティコーポレーション。

## 概要
2003年4月25日にハイアットホテルチェーンの1つとして六本木ヒルズ内に開業した。
スイートルーム28室を含む全387室で、標準の客室の広さは約42平方メートル。客室すべてに、高速インターネット、電話2回線、フラットテレビ、DVD/CDプレーヤーがあり、浴室はウェットエリアとパウダールームが独立した形式である。イタリア・フィレッティ社のスレッドカウント300のシーツを全室に使用していることで海外セレブ内で一気に評判となった。最上階（21階）に位置するプレジデンシャルスイートは約260平方メートルで、都内のホテルでは唯一プライベートプールを備えている。

### グランドクラブ
ホテルの中層にあたる10階から14階を占める特別階。クラブ客室の設備やインテリアは一般客室と同じだが、クラブ客室とスイートの宿泊者には10階にあるグランド・クラブ専用ラウンジの利用やフィットネス利用料金減額などの付加サービスがある。
- グランド クラブ ルーム
- グランド クラブ デラックス コーナー
- スイートルーム

## 設備
- Fiorentina　イタリア料理
- Fiorentina Pastry Boutique　ケーキ・スイーツ
- The French Kitchen　フランス料理
- 旬房　日本料理・懐石会席料理
- 六緑　江戸前寿司
- けやき坂　鉄板焼
2007年（平成19年）4月28日にオープン[2]。ミシュラン 一つ星2008年（平成20年）・2009年（平成21年）獲得
- Chinaroom 中国料理
- The Oak Door　ステーキハウス
- Maduro　バー&ジャズラウンジ
- レストラン内のプライベート ダイニングルーム
- NAGOMI スパアンド フィットネス
- 13の宴会場
- グランド チャペル、神殿

## アクセス
六本木ヒルズ#交通も参照
- 鉄道

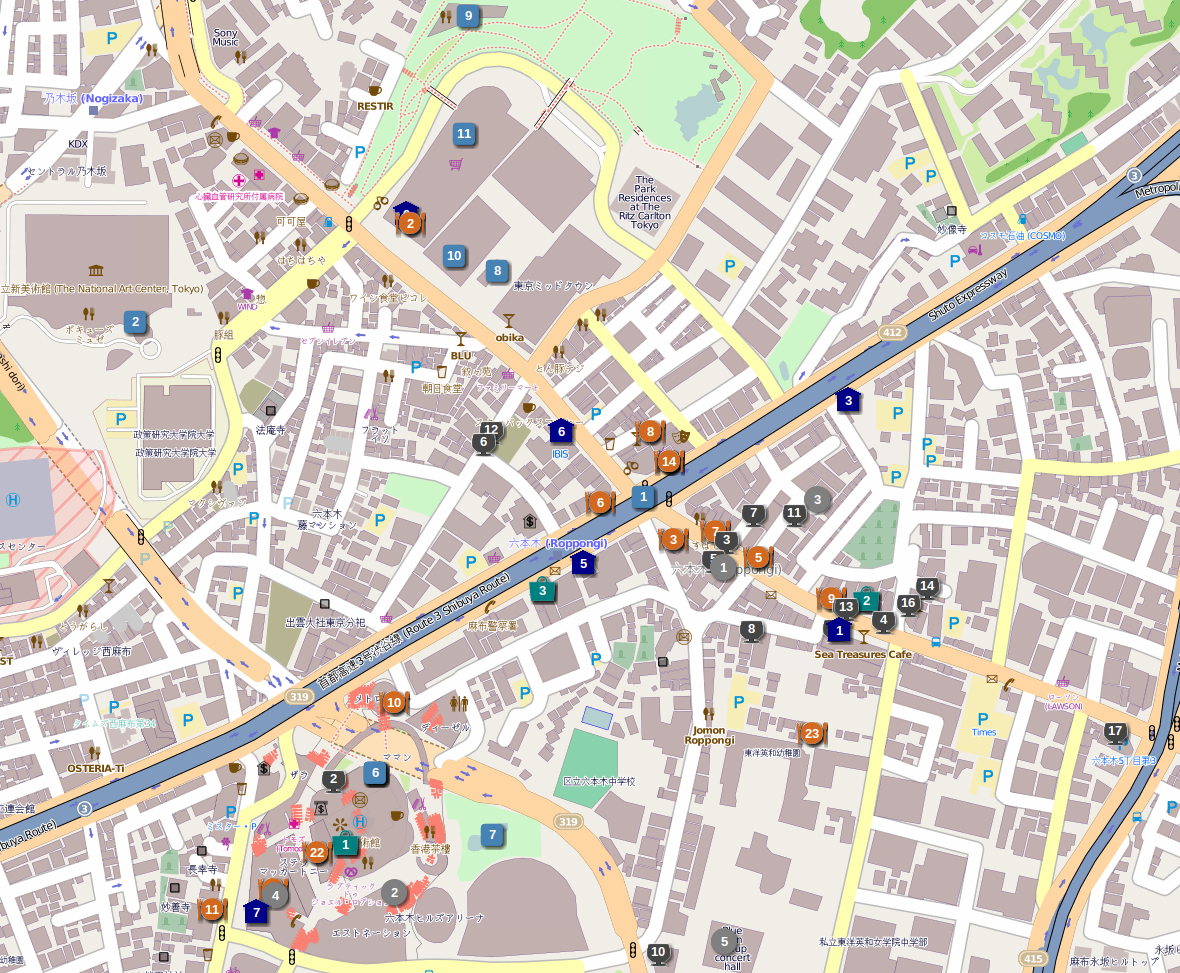
六本木中心部の地図。灰色で囲んだ④の位置にグランドハイアット東京がある。

  - 東京メトロ日比谷線・都営地下鉄大江戸線六本木駅より徒歩7分
  - 都営地下鉄大江戸線麻布十番駅より徒歩9分
  - 東京メトロ南北線麻布十番駅より徒歩12分
  - 東京メトロ千代田線乃木坂駅より徒歩10分
- バス
  - 成田国際空港から東京空港交通のリムジンバスが運行されている。
- ヘリコプター
  - 成田国際空港から森ビル子会社の森ビルシティエアサービスによるヘリ（アークヒルズヘリポート発着）とハイヤーの2009年（平成21年）9月運行開始により、40分程度、渋滞なしのアクセスとなる。世界にわずか2機のユーロコプター社製のエルメス仕様機が投入される。